# Вилоубрук (Калифорнија)
Вилоубрук (енгл. Willowbrook) насељено је место без административног статуса у америчкој савезној држави Калифорнија.

## Демографија
По попису из 2010. године број становника је 35.983, што је 1.845 (5,4%) становника више него 2000. године.
| Група             | 2000.          | 2010.          |
| Белци             | 292 (0,9%)     | 328 (0,9%)     |
| Афроамериканци    | 15.331 (44,9%) | 12.387 (34,4%) |
| Азијати           | 91 (0,3%)      | 119 (0,3%)     |
| Хиспаноамериканци | 18.297 (53,6%) | 22.979 (63,9%) |
| Укупно            | 34.138         | 35.983         |